# Philepitta castanea
L'asite di velluto o filepitta castana (Philepitta castanea (Statius Müller, 1776)) è un uccello passeriforme della famiglia degli Eurilaimidi, endemico del Madagascar.

## Descrizione

### Dimensioni
Misura 14-17 cm di lunghezza, coda compresa, per un peso di 37-42 g.

### Aspetto

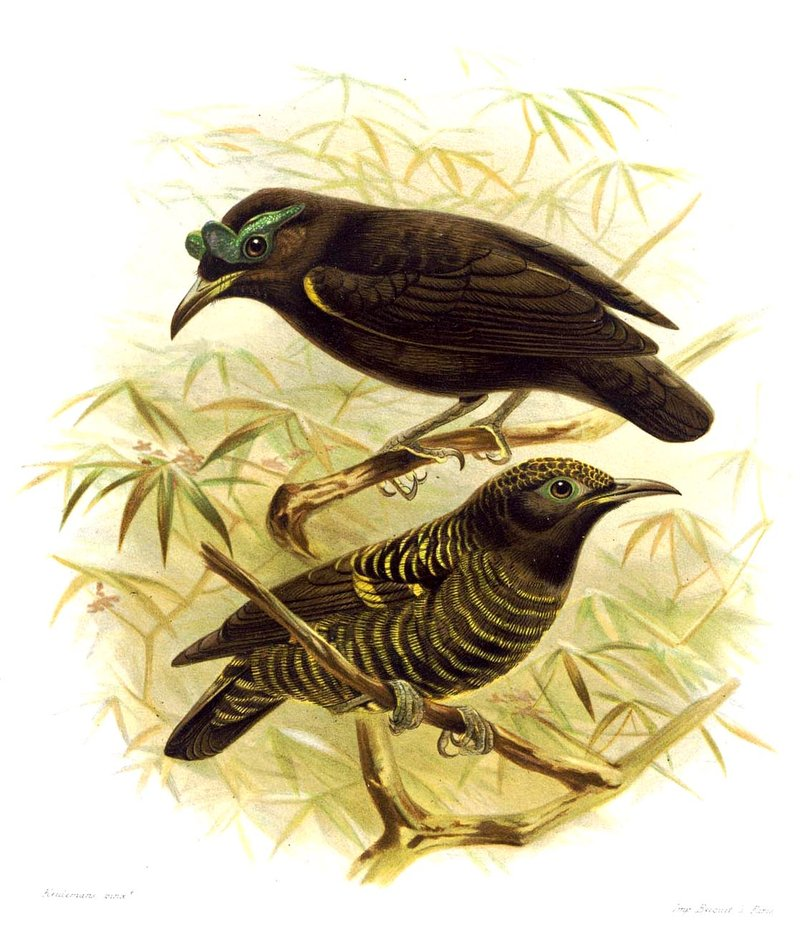
Maschio in amore (in alto) e in eclissi (in basso).

Si tratta di uccelli dall'aspetto paffuto, muniti di coda corta e squadrata, corte ali arrotondate, becco conico e allungato, leggermente incurvato in punta: nel complesso, i maschi somigliano vagamente a dei merli parlanti e le femmine a dei tordi.

In questa specie è presente un marcato dicromatismo sessuale: il piumaggio del maschio in amore è completamente nero (ad eccezione che a livello dell'alula dove è presente una macchia giallo oro) con riflessi rosso-violacei particolarmente evidenti sulle remiganti, mentre alla base del becco è presente una vistosa caruncola verde che forma due lobi leggermente pendenti e prosegue sulla calotta, dove si biforca formando due "sopraccigli" al di sopra degli occhi, attorno ai quali la pelle è nuda e azzurra. All'infuori del periodo degli amori, invece, il piumaggio del maschio è nero con le singole penne orlate di giallo su fronte, calotta, nuca, ali (tranne che le remiganti che sono completamente nere), codione, petto e ventre, mentre le caruncole cefaliche sono assenti e i cerchi perioculari azzurri sono meno marcati. La femmina è invece di colore bruno-olivastro su tutto il corpo, più scuro sulle ali, mentre nell'area ventrale le penne mostrano punta bianco-giallastra e dello stesso colore sono anche una striscia che dal becco passa sopra gli occhi ed una seconda che dal becco passa per guance: in ambedue i sessi il becco e le zampe sono di colore nerastro, mentre gli occhi sono bruni.

## Biologia

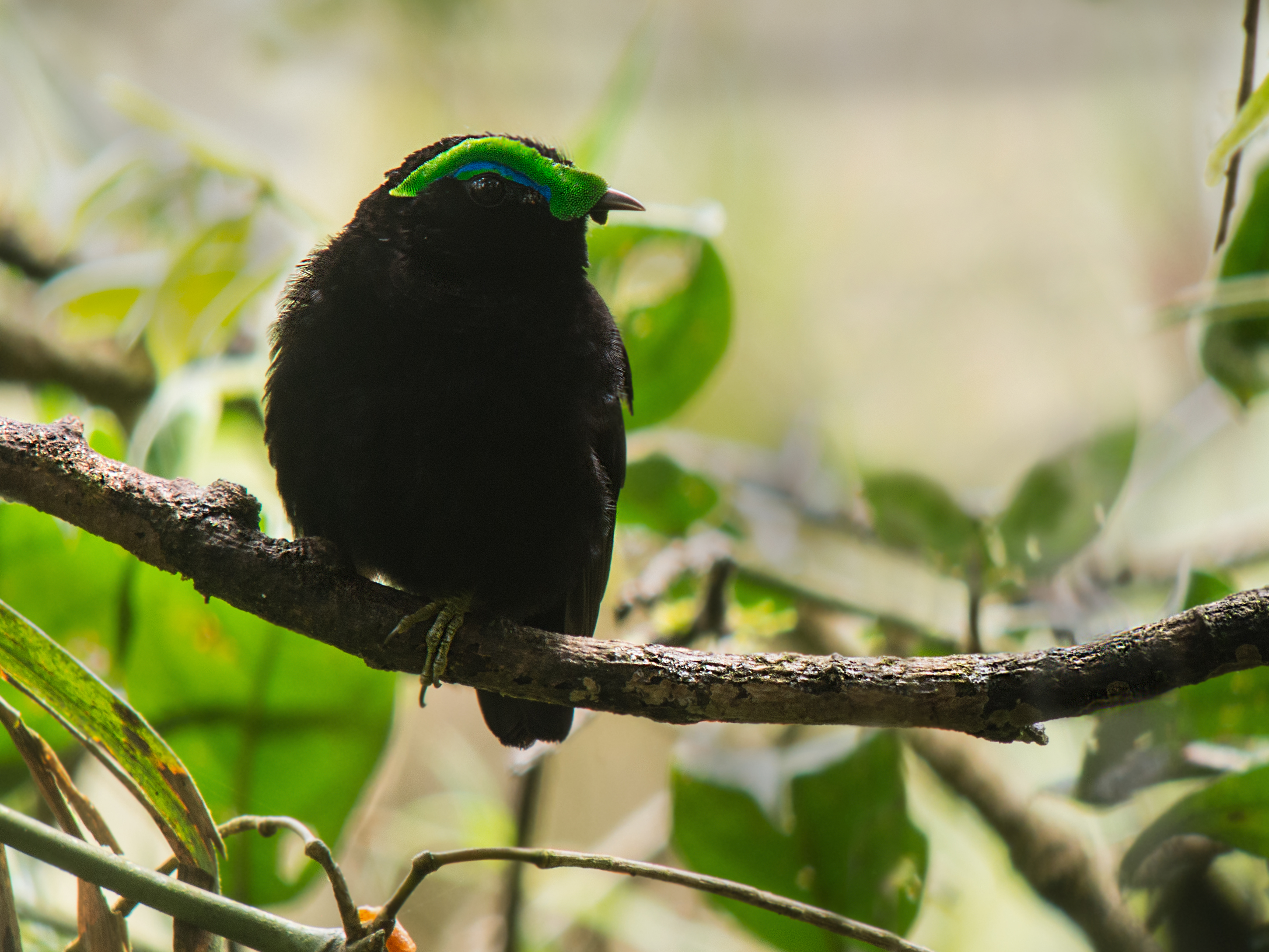
Un maschio in livrea nuziale nel Parco nazionale di Ranomafana.

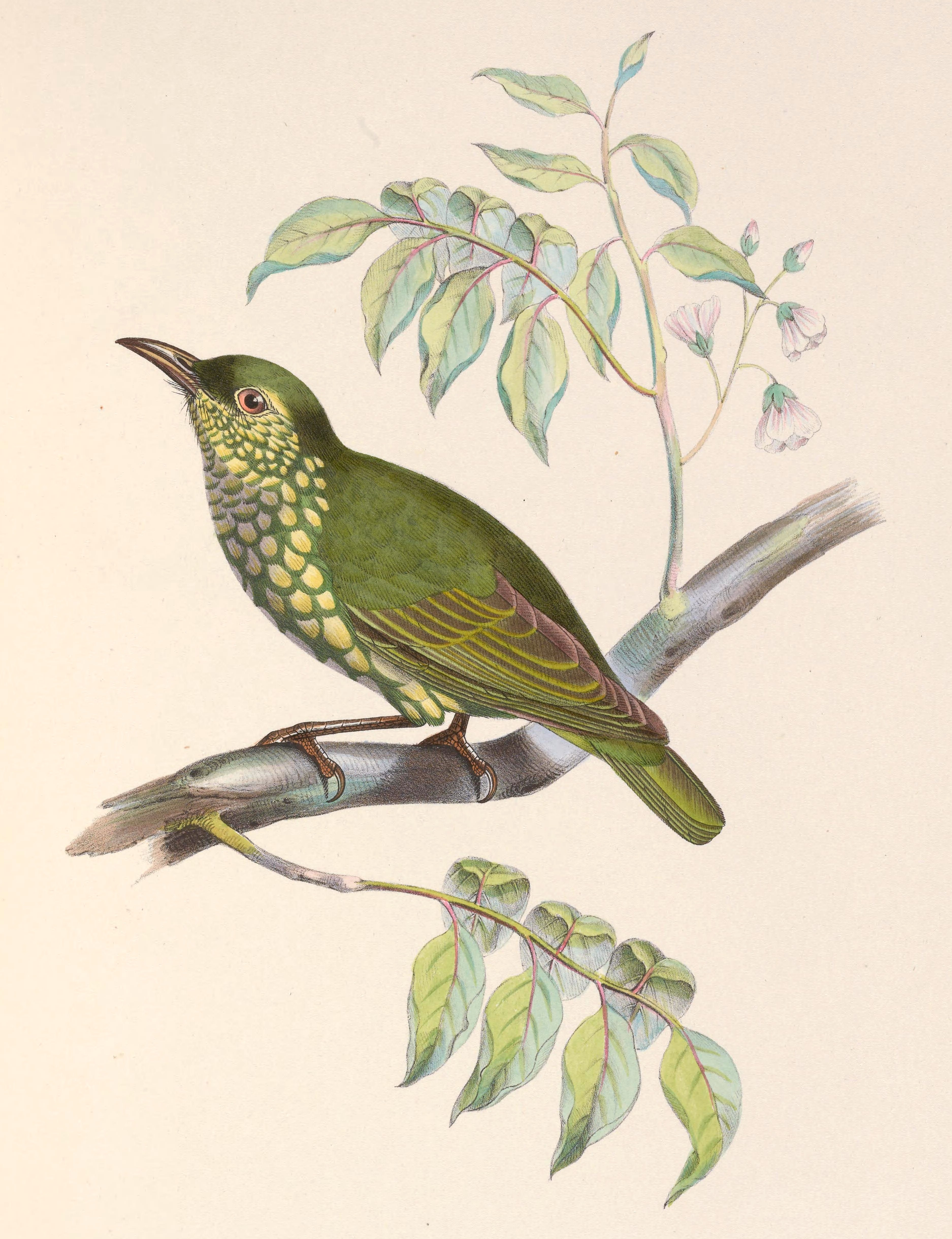
Illustrazione del 1849 di un giovane o una femmina.

### Comportamento
Si tratta di uccelli diurni, che vivono perlopiù da soli, muovendosi nel folto della vegetazione alla ricerca di cibo.

### Alimentazione
L'asite di velluto è un uccello principalmente frugivoro, che basa la sua dieta su frutti ben maturi e bacche, prediligendo quelli rossi e di diametro inferiore al centimetro (Myrsinaceae, Rubiaceae, Piperaceae, Olacaceae, Loranthaceae), nutrendosi di tanto in tanto anche di fiori, germogli e quando possibile anche di insetti e altri piccoli invertebrati.

### Riproduzione
Il periodo riproduttivo va dalla fine di agosto a novembre: il maschio è tendenzialmente poligamo e stabilisce un proprio territorio nel quale si esibisce in parate atte a conquistare il maggior numero di femmine possibile. Queste ultime, dopo l'accoppiamento, sono le uniche a occuparsi della costruzione del nido (una struttura piriforme pendente da un ramo), della cova e della cura dei nidiacei fino all'involo, rispetto alle quali mancano tuttavia informazioni.

## Distribuzione e habitat
Questi uccelli sono endemici del Madagascar, dove abitano la fascia costiera orientale da Manongarivo a Andohahela. Il loro habitat è rappresentato dalla foresta pluviale primaria o secondaria con presenza di folto sottobosco.